# 633
633 (DCXXXIII) var ett normalår som började en fredag i den julianska kalendern.

## Händelser

### Okänt datum
- Oswald av Bernicia blir Bretwalda.
- Osric blir kung av Deira.
- Slaget vid Hatfield Chase: Penda av Mercia och Cadwallon ap Cadfan av Gwynedd besegrar och dödar Edwin av Northumbria.
- Li Chung Feng bygger en armillarsfär.
- Arabiska arméer invaderar Syrien och Irak. [1]
- Det fjärde konciliet i Toledo hålls.
- Den Islamiska erövringen av Persien inleds.

## Födda
- Jamadevi, drottning av Hariphunchai.

## Avlidna
- 12 oktober — Edwin, kung av Northumbria och Bretwalda
- Dai Zhou, kinesisk kansler av Tangdynastin
- Swinthila, visigotisk kung av Hispania